# Soldatisches Führertum
Soldatisches Führertum est un ouvrage de référence en dix volumes avec de courtes biographies de généraux prussiens. Les curriculum vitae sont rédigés par le major Kurt von Priesdorff. En raison de la perte des dossiers personnels des archives de l'armée prussienne (de) pendant la Seconde Guerre mondiale, les transcriptions de Priesdorff sont devenues la source la plus importante pour les détails personnels des généraux prussiens.

## Développement historique
Les premières tentatives de description systématique des généraux prussiens ont déjà été faites par Johann Friedrich Seyfart, qui a publié une série d'histoires régimentaires prussiennes en 1767, avec les biographies de tous les officiers de ces régiments en annexe.
Priesdorff est nommé lieutenant et adjudant de bataillon dans le 2e régiment de grenadiers et est chargé par son commandant le colonel Georg Bock von Wülfingen (de) de dresser une liste d'officiers de son régiment. Grâce à ce travail - la liste maîtresse est apparue en 1906 - Priesdorff a accès aux dossiers personnels des officiers prussiens dans les archives de la Chancellerie de la Guerre Secrète, du Ministère de la Guerre de Prusse et du Grand État-Major. Après avoir quitté le service militaire et civil prussien, Priesdorff commence en 1922 comme le premier et, comme il s'est avéré, le dernier historien militaire à rechercher systématiquement dans ces archives les biographies des généraux. Les dossiers du personnel de l'ancienne chancellerie de la guerre secrète se trouvent maintenant dans les archives secrètes de l'État (de) à Berlin-Dahlem, d'où ils sont transférés aux archives de l'armée (de) nouvellement créées à Potsdam sous Friedrich von Rabenau en 1936 à l'époque nazie.

## Résultat
De 1937 à 1942, la maison d'édition hanséatique de Hambourg publie 10 des 15 volumes prévus par Priesdorff dans la série Soldatisches Führertum. Les manuscrits des volumes 11 et 12 sont déjà terminés et sont envoyés par la maison d'édition de Hambourg à l'imprimeur de Leipzig pendant la Seconde Guerre mondiale, mais y sont détruits lors d'un attentat à la bombe. Seules quelques épreuves sont enregistrées à partir des deux volumes que Priesdorff a conservés chez lui, ainsi que des manuscrits des volumes 13 à 15.
Puisque le raid aérien sur Potsdam en avril 1945 a complètement détruit les dossiers personnels des archives de l'armée les transcriptions de Priesdorff sont devenues la source la plus importante pour les détails personnels des généraux prussiens.
La Hanseatische Verlagsanstalt publie un autre volume (sans année, 231 pages), répertoires des volumes 1 à 8, édité par Friedrich Granier. Il contient un bref index de tous les généraux énumérés dans ces volumes et un index des noms de toutes les autres personnes mentionnées.

## Continuation
Peu de temps après la Seconde Guerre mondiale, les manuscrits survivants sont arrivés aux Archives d'État secrètes de Berlin-Dahlem. Les Archives fédérales-Archives militaires veulent enfin rendre accessibles au public ces quelque 1 300 biographies de généraux prussiens de 1908 à 1918. Des contacts sont pris avec un éditeur et un nouvel éditeur est trouvé en la personne de l'écrivain militaire Hanns Möller-Witten, l'auteur de l'histoire des Chevaliers de l'Ordre pour le mérite (1935) et de nombreuses courtes biographies. Mais à sa mort en 1966, la publication de la nouvelle série Soldatisches Führertum, comme la suite doit être appelée, échoue finalement.
En 1980, la bibliothèque scientifique de l'Institut d'histoire militaire de la RDA (de) à Potsdam publie un registre des noms pour les volumes de Priesdorff.